# نیکلای زاریمبا
نیکلای ایوانِویچ زاریمبا (روسی: Никола́й Ива́нович Заре́мба؛ ۱۲ ژوئن ۱۸۲۱ – ۸ آوریل ۱۸۷۹) آهنگساز، نظریه‌پرداز موسیقی و مدرس موسیقی اهل امپراتوری روسیه بود.
از شاگردان مشهور او می‌توان به پیوتر ایلیچ چایکوفسکی، واسیلی سافونف و برادرزاده‌های فیودور داستایفسکی اشاره کرد.
آثار وی تا سال ۲۰۱۰ میلادی تقریباً ناشناخته بود. او در سال ۱۸۷۸ میلادی بر اثر سکتهٔ مغزی درگذشته بود و همسر و دخترش به روستای کلارنس در کانتون وو سوئیس نقل مکان کرده و تمامی دست‌نوشته‌ها و نت‌های او را، با خود به سوئیس آورده و به دانشگاه بازل اهدا کرده بودند که تا سال ۲۰۱۰ میلادی، کسی نمی‌دانست اینها متعلق به نیکلای زاریمباست.